# Ancona Calcio 1994-1995
Questa voce raccoglie le informazioni riguardanti la Ancona Calcio nelle competizioni ufficiali della stagione 1994-1995.

## Stagione
Nella stagione 1994-1995 l'Ancona disputò il quattordicesimo campionato di Serie B della sua storia. Il campionato cadetto per la prima volta assegnava tre punti alla vittoria, per sconfiggere la pareggite, un malanno che ha caratterizzato gli ultimi tornei. L'Ancona ancora affidata ad Attilio Perotti disputò un discreto campionato e, terza al termine del girone di andata con 29 punti, si piazzò al sesto posto finale, con altrettanti punti raccolti nel ritorno, senza riuscire a competere per ritornare in Serie A. Miglior realizzatore stagionale biancorosso fu Nicola Caccia con 14 centri. In Coppa Italia l'Ancona fu presto eliminata per mano del Fiorenzuola (3-2), un'agguerrita avversaria di terza serie.

## Divise e sponsor
Lo sponsor tecnico per la stagione 1994-1995 fu Virma, mentre gli sponsor ufficiali furono Giampaoli e Dacoal.
| 1ª divisa | 2ª divisa |

## Organigramma societario
Area direttiva
- Amministratore delegato: Lamberto Bolognini
- Direttore sportivo: Italo Castellani
- Segretario generale: Renzo Bizzarri

Area tecnica
- Allenatore: Attilio Perotti
- Allenatore in seconda e Primavera: Massimo Cacciatori
- Preparatore atletico: Roberto Cannarozzo

Area sanitaria
- Medico sociale: Remo Gaetti
- Massaggiatore: Gianfranco Lupinelli

## Rosa
| N. |                   | Ruolo | Calciatore            |
| -- | ----------------- | ----- | --------------------- |
|    | Italia (bandiera) | P     | Gianluca Berti        |
|    | Italia (bandiera) | P     | Giampaolo Pinna       |
|    | Italia (bandiera) | P     | Stefano Raponi        |
|    | Italia (bandiera) | D     | Marco Baroni          |
|    | Italia (bandiera) | D     | Felice Centofanti     |
|    | Italia (bandiera) | D     | Carlo Cornacchia      |
|    | Italia (bandiera) | D     | Gianfranco Germoni    |
|    | Italia (bandiera) | D     | Davide Nicola         |
|    | Italia (bandiera) | D     | Emanuele Pesaresi     |
|    | Italia (bandiera) | D     | Raffaele Sergio       |
|    | Italia (bandiera) | D     | Massimiliano Tangorra |
|    | Italia (bandiera) | D     | Francesco Tomei       |

| N. |                   | Ruolo | Calciatore          |
| -- | ----------------- | ----- | ------------------- |
|    | Italia (bandiera) | C     | Paolo Cangini       |
|    | Italia (bandiera) | C     | Tarcisio Catanese   |
|    | Italia (bandiera) | C     | Gianluca De Angelis |
|    | Italia (bandiera) | C     | Andrea Pandolfi     |
|    | Italia (bandiera) | C     | Mauro Picasso       |
|    | Italia (bandiera) | C     | Marco Sesia         |
|    | Italia (bandiera) | C     | Marco Sgrò          |
|    | Italia (bandiera) | A     | Edoardo Artistico   |
|    | Italia (bandiera) | A     | Cristian Baglieri   |
|    | Italia (bandiera) | A     | Nicola Caccia       |
|    | Italia (bandiera) | A     | Eupremio Carruezzo  |

## Risultati

### Serie B

#### Girone di andata
| Arbitro: | Lana (Torino) |

|                      |           |  |
| Pisano 72’ Muoio 74’ | Marcatori |  |

| Arbitro: | Pacifici (Roma) |

|                                                 |           |  |
| Caccia 42’ (rig.) De Angelis 86’ Centofanti 90’ | Marcatori |  |

| Arbitro: | Bonfrisco (Monza) |

|            |           |  |
| Di Già 49’ | Marcatori |  |

| Arbitro: | Franceschini (Bari) |

|                                               |           |                                 |
| De Angelis 10’ Baglieri 42’ Caccia 45’ (rig.) | Marcatori | 18’, 41’ Artistico 90’ De Patre |

| Arbitro: | De Santis (Tivoli) |

|                                      |           |  |
| Caccia 9’ (rig.), 45’ De Angelis 90’ | Marcatori |  |

| Arbitro: | Borriello (Mantova) |

|                     |           |                           |
| Calori 48’ Ripa 88’ | Marcatori | 21’ Catanese 41’ Baglieri |

| Arbitro: | Pellegrino (Barcellona Pozzo di Gotto) |

|                                          |           |                           |
| Caccia 27’ (aut.), 53’, 80’ Baglieri 52’ | Marcatori | 13’ Saurini 74’ Rodríguez |

| Arbitro: | Arena (Ercolano) |

|                       |           |                                  |
| Cornacchia 19’ (aut.) | Marcatori | 10’, 56’ De Angelis 80’ Catanese |

| Arbitro: | Farina (Novi Ligure) |

|          |           |                        |
| Sgrò 25’ | Marcatori | 3’ Negri 76’ Paschetta |

| Arbitro: | Cardona (Milano) |

|                            |           |  |
| Bierhoff 56’ Cavaliere 87’ | Marcatori |  |

| Vicenza 13 novembre 1994 11ª giornata | Vicenza          | 0 – 0 | Ancona | Stadio Romeo Menti\| Arbitro: \| Arena (Ercolano) \| |
| Arbitro:                              | Arena (Ercolano) |       |        |                                                      |

| Arbitro: | Pellegrino (Barcellona Pozzo di Gotto) |

|           |           |              |
| Caccia 3’ | Marcatori | 17’ Rastelli |

| Arbitro: | Bolognino (Milano) |

|                  |           |              |
| F. Fermanelli 3’ | Marcatori | 73’ Baglieri |

| Arbitro: | Rodomonti (Teramo) |

|                           |           |             |
| De Angelis 12’ Caccia 76’ | Marcatori | 44’ Piovani |

| Arbitro: | Quartuccio (Torre Annunziata) |

|               |           |  |
| F. Caruso 90’ | Marcatori |  |

| Arbitro: | Dinelli (Lucca) |

|            |           |  |
| Baroni 43’ | Marcatori |  |

| Arbitro: | Gronda (Genova) |

|                                    |           |                                   |
| Gentilini 54’ Valtolina 90’ (rig.) | Marcatori | 69’ (rig.), 75’ Caccia 87’ Baroni |

| Arbitro: | De Prisco (Nocera Inferiore) |

|                         |           |              |
| Baglieri 13’ Sergio 90’ | Marcatori | 76’ Dolcetti |

| Arbitro: | Bazzoli (Merano) |

|                           |           |  |
| Ferrante 40’ Matteoli 50’ | Marcatori |  |

#### Girone di ritorno
| Arbitro: | Ceccarini (Livorno) |

|             |           |            |
| Baglieri 2’ | Marcatori | 45’ Pisano |

| Arbitro: | Racalbuto (Gallarate) |

|                |           |                    |
| Ceramicola 61’ | Marcatori | 83’, 89’ Artistico |

| Arbitro: | Lana (Torino) |

|            |           |  |
| Sergio 77’ | Marcatori |  |

| Arbitro: | Pacifici (Roma) |

|                                                  |           |                            |
| Di Giannatale 27’, 61’, 90’ Margiotta 77’ (rig.) | Marcatori | 84’ Artistico 89’ Baglieri |

| Arbitro: | Beschin (Legnago) |

|              |           |                |
| Pistella 51’ | Marcatori | 47’ De Angelis |

| Arbitro: | Collina (Viareggio) |

|                |           |                                      |
| Cornacchia 84’ | Marcatori | 13’ Helveg 39’ P. Poggi 85’ Desideri |

| Bergamo 19 marzo 1995 26ª giornata | Atalanta            | 0 – 0 | Ancona | Stadio Atleti Azzurri d'Italia\| Arbitro: \| Franceschini (Bari) \| |
| Arbitro:                           | Franceschini (Bari) |       |        |                                                                     |

| Arbitro: | Rosica (Roma) |

|                           |           |             |
| De Angelis 36’ Caccia 75’ | Marcatori | 19’ L. Sala |

| Arbitro: | D. Messina (Bergamo) |

|  |           |           |
|  | Marcatori | 41’ Sesia |

| Arbitro: | Bolognino (Milano) |

|            |           |              |
| Baroni 90’ | Marcatori | 19’ Bierhoff |

| Arbitro: | Ceccarini (Livorno) |

|                             |           |              |
| Centofanti 24’ Baglieri 42’ | Marcatori | 90’ M. Rossi |

| Arbitro: | Treossi (Forlì) |

|            |           |              |
| Giusti 90’ | Marcatori | 65’ Baglieri |

| Arbitro: | Cardona (Milano) |

|                                  |           |  |
| Tangorra 32’ Centofanti 58’, 83’ | Marcatori |  |

| Arbitro: | Boggi (Salerno) |

|                           |           |  |
| F. Inzaghi 9’ Piovani 27’ | Marcatori |  |

| Arbitro: | Braschi (Prato) |

|                       |           |             |
| Baroni 18’ Caccia 36’ | Marcatori | 24’ Mazzoli |

| Arbitro: | Trentalange (Torino) |

|                           |           |  |
| Rizzolo 42’ Maiellaro 78’ | Marcatori |  |

| Arbitro: | Nicchi (Arezzo) |

|  |           |              |
|  | Marcatori | 90’ Giordano |

| Arbitro: | Franceschini (Bari) |

|                                     |           |                         |
| Hübner 28’ (rig.), 63’ Scugugia 60’ | Marcatori | 26’ Sesia 85’ Artistico |

| Arbitro: | Borriello (Mantova) |

|                                                   |           |                                 |
| Caccia 59’ (rig.) Artistico 68’, 74’ Catanese 90’ | Marcatori | 13’ Mazzeo 57’, 60’ Cornacchini |

### Coppa Italia

#### Primo turno
| Arbitro: | Gronda (Genova) |

|                                  |           |                          |
| Clementi 87’, 110’ Trapella 103’ | Marcatori | 13’ Caccia 119’ Catanese |

## Statistiche

### Statistiche di squadra
| Competizione | Punti | In casa | In casa | In casa | In casa | In casa | In casa | In trasferta | In trasferta | In trasferta | In trasferta | In trasferta | In trasferta | Totale | Totale | Totale | Totale | Totale | Totale | DR |
| Competizione | Punti | G       | V       | N       | P       | Gf      | Gs      | G            | V            | N            | P            | Gf           | Gs           | G      | V      | N      | P      | Gf     | Gs     | DR |
| ------------ | ----- | ------- | ------- | ------- | ------- | ------- | ------- | ------------ | ------------ | ------------ | ------------ | ------------ | ------------ | ------ | ------ | ------ | ------ | ------ | ------ | -- |
| Serie B      | 58    | 19      | 12      | 4       | 3       | 37      | 22      | 19           | 4            | 6            | 9            | 18           | 28           | 38     | 16     | 10     | 12     | 55     | 50     | +5 |
| Coppa Italia |       | -       | -       | -       | -       | -       | -       | 1            | 0            | 0            | 1            | 2            | 3            | 1      | 0      | 0      | 1      | 2      | 3      | -1 |
| Totale       | -     | 19      | 12      | 4       | 3       | 37      | 22      | 20           | 4            | 6            | 10           | 20           | 31           | 39     | 16     | 10     | 13     | 57     | 53     | +4 |

### Statistiche dei giocatori[3]
| Giocatore     | Serie B  | Serie B | Coppa Italia | Coppa Italia | Totale   | Totale |
| Giocatore     | Presenze | Reti    | Presenze     | Reti         | Presenze | Reti   |
| ------------- | -------- | ------- | ------------ | ------------ | -------- | ------ |
| E. Artistico  | 22       | 6       | -            | -            | 22       | 6      |
| C. Baglieri   | 34       | 9       | 1            | 0            | 35       | 9      |
| M. Baroni     | 29       | 3       | 1            | 0            | 30       | 3      |
| G. Berti      | 28       | -36     | -            | -            | 28       | -36    |
| N. Caccia     | 36       | 14      | 1            | 1            | 37       | 15     |
| P. Cangini    | 25       | 0       | 1            | 0            | 26       | 0      |
| E. Carruezzo  | -        | -       | 1            | 0            | 1        | 0      |
| T. Catanese   | 26       | 3       | 1            | 1            | 27       | 4      |
| F. Centofanti | 27       | 4       | 1            | 0            | 28       | 4      |
| C. Cornacchia | 15       | 1       | -            | -            | 15       | 1      |
| G. De Angelis | 34       | 8       | -            | -            | 34       | 8      |
| G. Germoni    | 1        | 0       | 1            | 0            | 2        | 0      |
| D. Nicola     | 27       | 0       | 1            | 0            | 28       | 0      |
| A. Pandolfi   | 2        | 0       | 1            | 0            | 3        | 0      |
| E. Pesaresi   | 15       | 0       | -            | -            | 15       | 0      |
| M. Picasso    | 23       | 0       | -            | -            | 23       | 0      |
| G. Pinna      | 10       | -14     | 1            | -3           | 11       | -17    |
| S. Raponi     | 1        | 0       | -            | -            | 1        | 0      |
| R. Sergio     | 35       | 2       | 1            | 0            | 36       | 2      |
| M. Sesia      | 26       | 2       | -            | -            | 26       | 2      |
| M. Sgrò       | 38       | 1       | 1            | 0            | 39       | 1      |
| M. Tangorra   | 27       | 1       | -            | -            | 27       | 1      |
| F. Tomei      | 7        | 0       | -            | -            | 7        | 0      |